# Воук
Воук (од енгл. woke, прошло време глагола to wake — „пробудити”) је политички термин који потиче из афроамеричког енглеског и означава повећану пажњу питањима која се односе на друштвену, расну и родну равноправност. Такође се назива и вокизам.
До касних 2010-их, термин буђење је добио општије значење: „повезан са левичарском политиком, либералним покретима, феминизмом, ЛГБТ активизмом“ и постао је предмет мимова, ироничне употребе и критике.

## Историја
Оксфордски речник прати историју сленга још од 1960-их, углавном у његовом енглеском облику. остати будан, „бити умешан“, Вебстеров речник примећује широку употребу након смрти Мајкла Брауна 2014. године. Отприлике у исто време, реч је почела да се користи у научној литератури.
Године 2016, афроамерички будисти су предложили да се Воук користи као назив за Буду.
Воук култура је појам који је постао свеприсутан у савременом друштву. Односи на свест и осетљивост према друштвеним неправдама, расизму, сексизму, хомофобији, трансфобији и другим облицима дискриминације.

## Контроверзе
Као и сваки покрет и воук култура поред присталица, има и своје противнике, који изражавају критику према концептима и праксама ове културе. Иако је воук култура имала позитиван утицај у освешћивању о друштвеним неправдама, она наилази на отпор, контроверзе и снажну реакцију конзервативних појединаца и група који је сматрају претњом традиционалним вредностима и друштвеним нормама.
Противници воук културе често истичу да је она добила замах и створила осећај поларизације у друштву, због чега неки појединци гравитирају према десничарским идеологијама као противтежи.
Критичари тврде и да воук култура понекад показује тенденцију потискивања супротних мишљења, што може угушити отворени дијалог и интелектуалну разноликост. Осећај да се појединци одбацују због изражавања ставова који одступају од онога што промовише као воук култура, може да повећа њихово разочарање и натера их према конзервативнијим идеологијама.
Иако воук култура настоји да ојача маргинализоване групе, представља приступ груписања појединаца искључиво на основу њиховог идентитета, ставља претерани нагласак на друштвена питања уместо на економске проблеме и занемарује друге аспекте, сматрају критичари, тврдећи да воук култура представља скривену опасност која поткопава темеље западне цивилизације.